# Une femme d’honneur
Une femme d'honneur ist eine französische Fernsehserie, die von 1996 bis 2008 im Sender TF1 lief. Es waren 37 Folgen in Spielfilmlänge (90 Minuten).
Die Titelrolle der Isabelle Florent spielte Corinne Touzet.

## Handlung
Die Polizeiserie zeigt eine Brigade der Nationalen Gendarmerie unter der Leitung einer Mutter, Isabelle Florent (Corinne Touzet), zuerst in Auxerre (1996–2000), dann in Vaucluse, insbesondere in Beaumes-de-Venise (2001–2002) und schließlich in Grasse (2003–2007).
Erst Unteroffizier, dann Gendarmerieoffizier, erhält die fiktive Figur Isabelle Florent die Goldmedaille der Nationalverteidigung mit den Heftklammern "Gendarmerie nationale" und "Gendarmerie départementale" sowie die Bronzemedaille für Mut und Engagement.
Weitere Hauptdarsteller der Serie waren:
- Yves Beneyton als Capitaine Christian Rocher – Staffeln 1 und 2
- Franck Capillery als Adjutant Francis Rivière – Staffeln 1 bis 11
- Pierre-Marie Escourrou als Gendarme Pierre Roussillon – Staffeln 1 bis 11
- Gregori Baquet als Gendarme Stéphane Cluzeau – Staffeln 1 bis 4
- Philippe Leroy als Colonel Bernard Florent, Vater von Isabelle – Staffeln 1 bis 2
- Romaric Perche als Nicolas Florent, Sohn von Isabelle – Staffeln 1 bis 9
- Xavier Clément als Gendarme Patrick Platon – Staffeln 1 bis 11

## Filme der Reihe
- Pilotfilm: Lola Lola

Staffel 1 (1997/1989)
- 1: La Grotte
- 2: Pirates de la route
- 3: Mémoire perdue
- 4: Double détente

Staffel 2 (1998)
- 1: Brûlé vif
- 2: Balles perdues
- 3: Une ombre au tableau
- 4: Mort en eaux troubles

Staffel 3 (1999)
- 1: Bébés volés
- 2: Coupable idéal
- 3: La Femme battue
- 4: Son et lumière
- 5: Mort clinique

Staffel 4 (2000)
- 1: Samedi soir
- 2: Double vue
- 3: Perfide Albion
- 4: Trafic de clandestins

Staffel 5 (2001)
- 1: Poids lours
- 2: À cœur perdu
- 3: Portrait d'un tueur
- 4: Mort programmée

Staffel 6 (2002)
- 1: Secret de famille
- 2: Droit de garde
- 3: Double cœur
- 4: Piège en eau douce

Staffel 7 (2003)
- 1: Femmes d'occasions
- 2: Mortelle cavale

Staffel 8 (2004)
- 1: Complicité de viol
- 2: Les liens du sang

Staffel 9 (2005)
- 1: Sans mobile apparent
- 2: Un homme peut en cacher un autre
- 3: Violences conjugales

Staffel 10 (2006)
- 1: Ultime thérapie
- 2: Une erreur de jeunesse

Staffel 11 (2007)
- 1: Une journée d'enfer
- 2: L'Ange noir